# Iacob cel Tânăr (apostol)

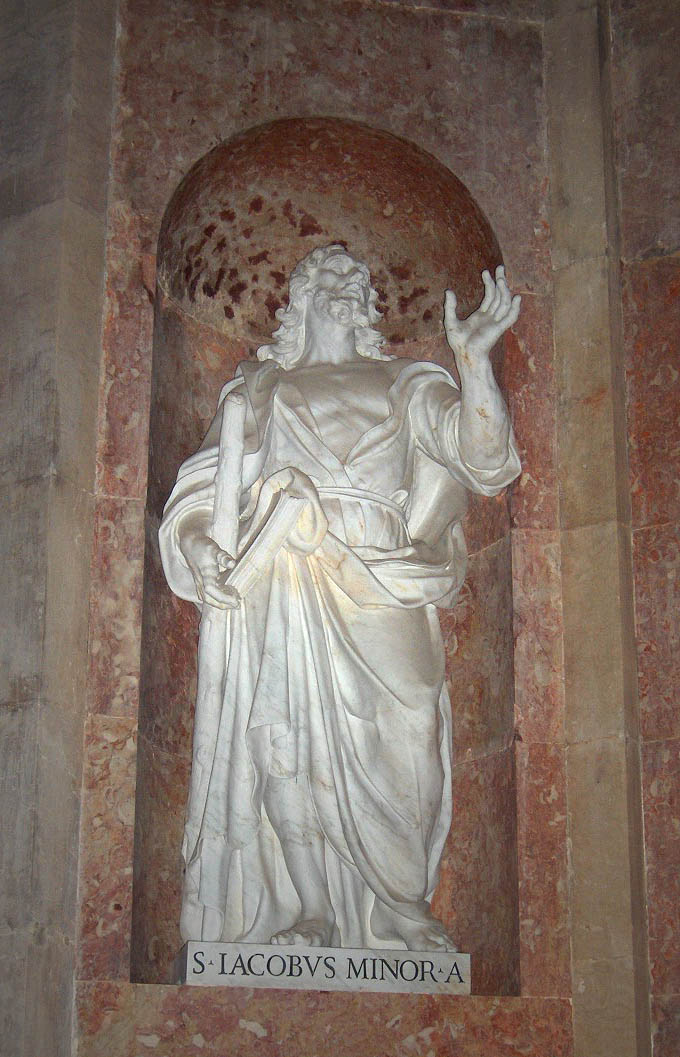
O statuie din Mafra, Portugalia identificată ca prezentând pe apostolul Iacob cel Tânăr

Iacob (Ἰάκωβος) cel Tânăr (n. secolul I d.Hr. – d. 62 d.Hr., Ierusalim, Palestina romană⁠(d)) a fost un apostol de la începuturile creștinismului. Părinții săi ar fi fost Alfeus și Maria-Kleophas.
Probabil este identic cu acel „Iacob cel mic” menționat în „Evanghelia lui Marcu”. I s-a dat apelativul de „mic” pentru a-l deosebi de apostolul omonim, Iacob fiul lui Zebedeu și frate al apostolului Ioan.
Se pare că a răspândit Evanghelia în zona Africii de Nord, fiind mai apoi ucis prin crucificare.